# ترویانوویتسه
ترویانوویتسه (به لاتین: Trojanovice) یک منطقهٔ مسکونی در جمهوری چک است که در شهرستان نووی ییچین واقع شده‌است. ترویانوویتسه ۳۵٫۷۹ کیلومتر مربع مساحت و ۲٬۳۳۳ نفر جمعیت دارد و ۵۰۰ متر بالاتر از سطح دریا واقع شده‌است.